# 风水沟站
风水沟站位于中华人民共和国内蒙古自治区赤峰市元宝山区，由中国铁路沈阳局集团有限公司赤峰车务段管辖。是位于京通线上的一座五等站，是一个乘降所，没有站房。客运：不办理旅客乘降；行李、包裹托运。货运：不办理整车货物发到。邮政编码：024070。